# Вендела Закріссон
Вандела Закріссон  (швед. Vendela Zachrisson, 11 червня 1978) — шведська яхтсменка, олімпійська медалістка.

## Виступи на Олімпіадах
| Олімпіада  | Дисципліна | Місце |
| ---------- | ---------- | ----- |
| Афіни 2004 | Клас 470   | 3     |
| Пекін 2008 | Клас 470   | 15    |

## Зовнішні посилання
- Досьє на sport.references.com [Архівовано 26 травня 2011 у Wayback Machine.]